# Vercetti Regular (шрифт)
Vercetti Regular (МФА /vərˈʧɛti ˈrɛɡjʊlər/), известен също като Vercetti, е безплатен безсерифен шрифт, който може да се използва както за търговски, така и за лични цели. Той става достъпен през 2022 г. под лиценза Licence Amicale, който позволява на потребителите да споделят файловете с шрифтове с приятели и колеги.
Vercetti Regular е вдъхновен от хуманистични и геометрични дизайнерски елементи. Когато създават Vercetti, дизайнерите използват принципи от по-ранен шрифт с отворен код, наречен MgOpen Moderna.
Първата версия на шрифта има общо 326 глифа, включително числа, символи, препинателни знаци и ударения, базирани на латиницата.